# 蘇皮河 (第聶伯河支流)

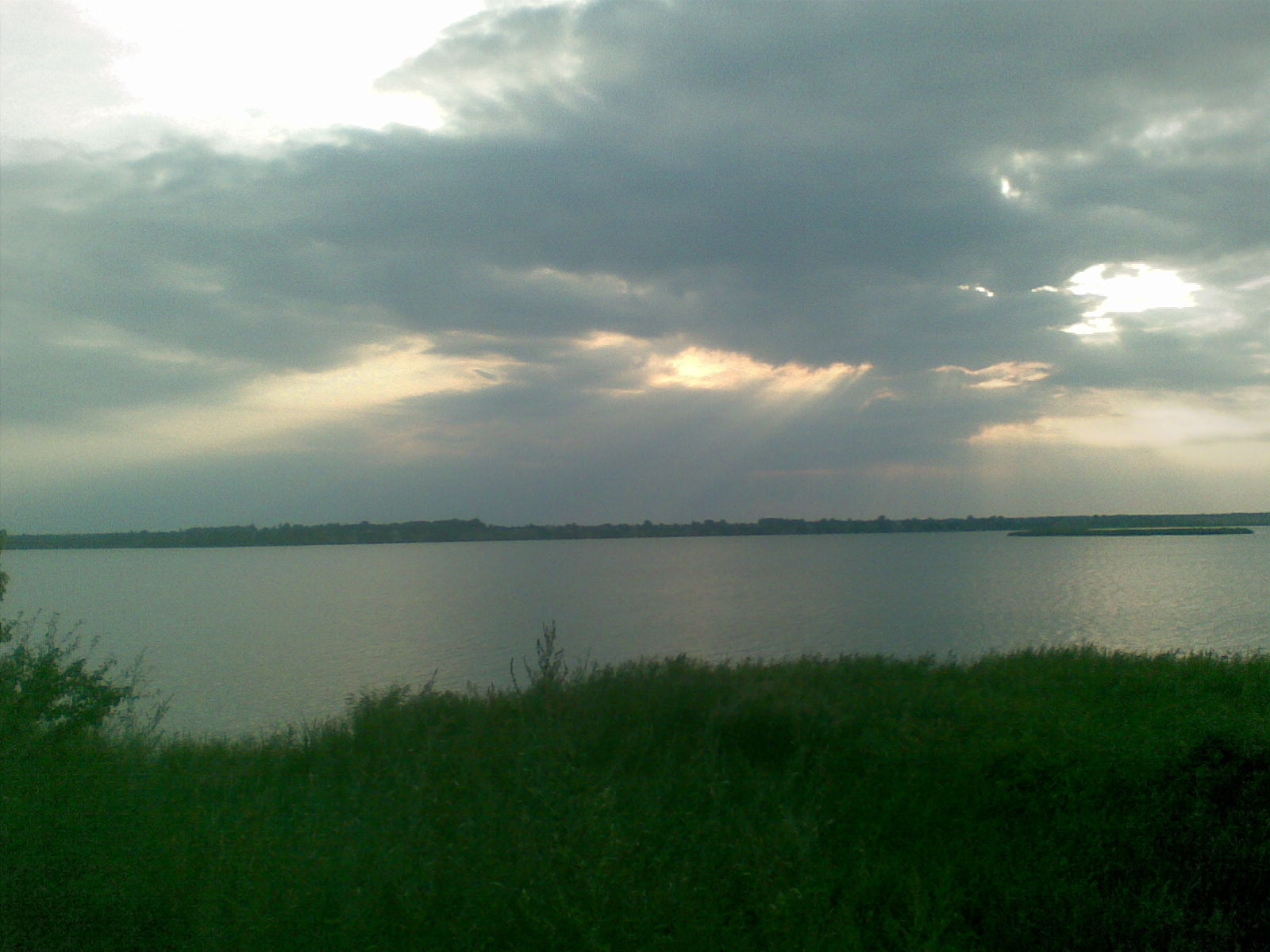

蘇皮河（romanized: Supii），是烏克蘭的河流，屬於第聶伯河的左支流，最終注入克列緬丘格水庫，河道全長130公里，流域面積2,000平方公里，河畔城鎮有亞霍廷。